# 勐腊乌蔹莓
勐腊乌蔹莓（学名：Cayratia menglaensis）为葡萄科乌蔹莓属的植物。分布在中国大陆的云南等地，生长于海拔800米的地区，多生于石崖，目前尚未由人工引种栽培。